# Parell d'electrons
En la química, un parell d'electrons o un parell Lewis  consta de dos electrons que ocupen el mateix orbital molecular però que tenen spins oposats. El concepte de parell d'electrons va ser introduït el 1916 per Gilbert N. Lewis.

Diagrama MO que mostra enllaç covalent (esquerra) i enllaç covalent polar (dreta) en els dos casos causat per un paell d'electrons.

Com que els electrons són fermions, el principi d'exclusió de Pauli prohibeix que aquestes partícules tinguin exactament els mateixos nombres quàntics. Per tant, l'única forma d'ocupar el mateix orbital, és a dir, tenir el mateix nombre quàntic orbital, és diferir en el nombre quàntic de spin. Això limita el nombre d'electrons en el mateix orbital a exactament dos.
L'emparellament de girs és sovint energèticament favorable i, per tant, els parells d'electrons tenen un paper molt important en química. Poden formar un enllaç químic entre dos àtoms, o poden aparèixer com un parell solitari d'electrons de valència. També omplen els nuclis del nucli central d'un àtom.
A causa que els girs es vinculen, el moment magnètic dels electrons es cancel·la i la contribució de la parella a les propietats magnètiques serà, en general, un de diamagnètic.
Encara que es pot observar una forta tendència a parellar electrons en química, també és possible que els electrons es produeixin com a electrons no aparellats.
En el cas de la unió metàl·lica, els moments magnètics també compensen en gran manera, però la unió és més comuna, de manera que no es poden distingir entre parells individuals.
Un cas molt especial de formació de parells d'electrons es produeix en superconductivitat: la formació de parells de Cooper.